# Ветропоказател
Ветропоказателят е уред, използван за показване на посоката на вятъра. Обикновено се използва като архитектурен орнамент на най-високата точка на сграда.

## История
Най-старото текстово споменаване на ветропоказател в Китай е от Huainanzi, датиращ от около 139 г. пр. н. е., където се споменава нишка или лента, която друг коментатор тълкува като „ветрило за наблюдение на вятъра“ (侯風扇).
Кулата на ветровете на древногръцката агора в Атина някога е носела на покрива си ветропоказател под формата на бронзов тритон, държащ пръчка в протегнатата си ръка, въртяща се, когато вятърът променя посоката си. Под него има фриз, украсен с осемте гръцки божества на вятъра. Високата осем метра структура също включва слънчеви часовници и воден часовник вътре. Датира от около 50 г. пр. н. е.